# Geschichte Bambergs

Wappen der Stadt Bamberg

Die Geschichte Bambergs umfasst die historischen Ereignisse von der Jungsteinzeit bis zur neuzeitlichen Stadt Bamberg als Teil des Bundeslandes Bayern in Deutschland.
Neben archäologischen Funden aus Stein- und Bronzezeit gehen die ersten schriftlichen Überlieferungen Bambergs auf das 8. Jahrhundert n. Chr. zurück. In dieser Zeit regierte das fränkische Adelsgeschlecht der Babenberger die Siedlungsgebiete rund um das heutige Bamberg. Nach Verlust der Gebiete und zwischenzeitlichem Status als Königsgut gründete Kaiser Heinrich II. im 11. Jahrhundert das Bistum Bamberg. Wenig später zum Hochstift erhoben, wurde Bamberg bis ins 19. Jahrhundert – geistlich wie weltlich – durch die katholischen Fürstbischöfe regiert. Nach Besetzung und anschließender Eingliederung durch das Königreich Bayern im Jahr 1802 wurde Bamberg säkularisiert und verlor damit seine Jahrhunderte währende Autonomie. Nach der Gründung der Bundesrepublik Deutschland wurde Bamberg zu einer kreisfreien Stadt im bayerischen Regierungsbezirk Oberfranken und beheimatet heute u. a. die Universität Bamberg, mehrere überregionale Gerichtsbarkeiten sowie das Landratsamt Bamberg. Die mittelalterliche Altstadt, die in den Weltkriegen weitgehend verschont blieb, wurde 1993 als UNESCO-Weltkulturerbe anerkannt.

## Vorgeschichte (bis ca. 500 n. Chr.)

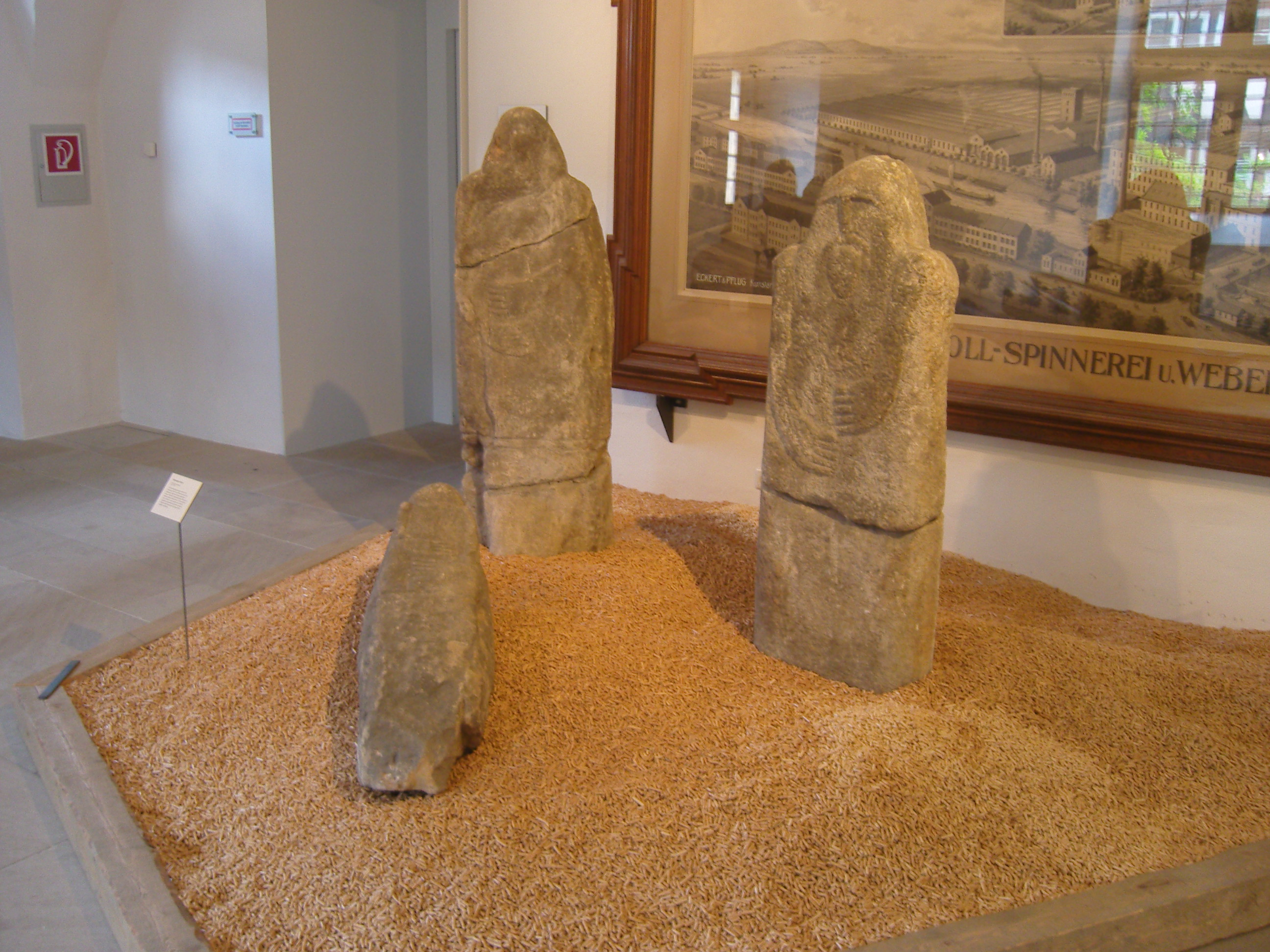

Die ältesten Relikte der Bamberger Vorgeschichte sind vermutlich die im 19. Jahrhundert gefundenen Bamberger Götzen, drei Skulpturen aus Keupersandstein mit einer Größe zwischen 1 und 1,70 m, die heute im Historischen Museum Bamberg ausgestellt sind. Das genaue Alter ist umstritten und liegt wohl zwischen Jungsteinzeit und dem ersten Jahrtausend unserer Zeitrechnung. Die archäologische Sammlung des Historischen Vereins Bamberg, die über 7000 Objekte umfasst, beinhaltet auch einen 4500 Jahre alten Dolch aus der Bronzezeit, welcher „Handelsbeziehungen bis nach Kleinasien bereits in vorgeschichtlicher Zeit“ beweist.

## Die Babenberger im Frühmittelalter (bis 1007 n. Chr.)
Laut archäologischen Untersuchungen war der Bamberger Domberg bereits im 6. Jahrhundert besiedelt. In der Vita der heiligen Bilihild wurde Bamberg „um 718“ als Babenberg erwähnt. Diese Vita ist jedoch nur in einem Druck aus dem 18. Jahrhundert überliefert und die Überlieferungsgeschichte ist ungeklärt, sodass es fraglich ist, ob man diese Notiz als „Ersterwähnung“ werten kann. Im Jahre 902 wurde zum ersten Mal ein Castrum Babenberch auf dem heutigen Domberg genannt. Es gehörte dem ostfränkischen Geschlecht der älteren Babenberger, die das Lehen 903 in einer blutigen Fehde mit den rheinfränkischen Konradinern verloren. Bei der sogenannten Babenberger Fehde starben drei babenbergische Brüder. Die Besitzungen fielen an den König und blieben bis 973 Königsgut. Kaiser Otto II. schenkte das Castrum seinem Vetter, dem Herzog von Bayern, Heinrich dem Zänker.

## Bistum Bamberg (1007–1245)

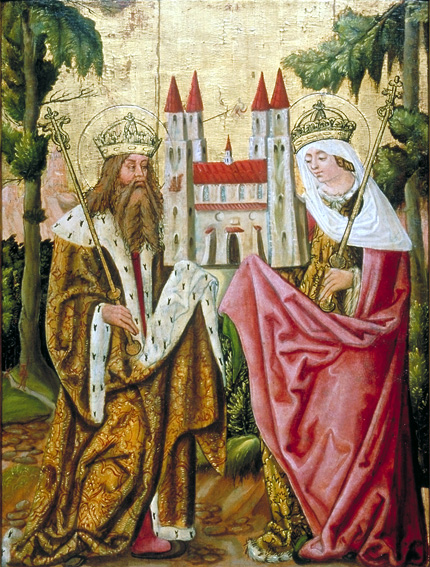
Kaiserpaar Heinrich II. und Kunigunde mit dem Bamberger Dom

Im Mai 1007 erfolgte die Gründung des Bistums durch König Heinrich II., den Sohn Heinrichs des Zänkers. Hierzu übertrug Heinrich II. der ansässigen Kirche die Lehensrechte über weitreichende Güter, darunter auch Besitzungen in Bayern, Schwaben und Kärnten. Im gleichen Jahr ließ er den ersten Dom errichten, der in der Folge zweimal abbrannte und durch den heutigen, aus dem 13. Jahrhundert stammenden Bau ersetzt wurde.
Heinrich III. ernannte 1040 Suidger, Graf von Morsleben und Hornburg, zum Bischof von Bamberg. Sechs Jahre später wurde dieser als Clemens II. Papst der katholischen Kirche, blieb jedoch gleichzeitig Bischof von Bamberg, was in der damaligen Zeit als unüblich galt. Zur Verteidigung seines doppelten Amts aus Papst und Bischof von Bamberg schrieb Clemens II. in einem Diktat auf seinem Sterbebett:

„Dieses großen Gottes Wink hat Dich, seine geliebteste Tochter Bamberg, Uns als rechtmäßige Braut angetraut und Uns in seinem Erbarmen gewährt, Dich mit Weisheit zu leiten, so gut wir es vermochten. Kein Gatte hegte für seine Gattin reinere Treue und glühendere Liebe als Wir für Dich. Niemals ist es uns in den Sinn gekommen, Dich zu verlassen und einer anderen anzuhangen.“

Nach seinem Tod wurde Clemens II. im Bamberger Dom beerdigt. Sein Grab gilt als das einzige erhaltene Papstgrab nördlich der Alpen und kann im Dom besichtigt werden.
Mitte des 11. Jahrhunderts waren die Besitztümer des Bistums noch bruchstückhaft aus verschiedenen umliegenden Grafschaften zusammengesetzt. Eine erste Konsolidierung der Besitzung erfolgte unter der Regentschaft Heinrichs IV. (reg. 1056–1106), welcher der Bamberger Kirche neben den vollständigen Grafschaftsrechten über Radenz-, Saale-, Grabfeld- und Volkfeldgau auch Königsgüter im Nordgau übertrug.
Bischof Otto der Heilige konnte Anfang des 12. Jahrhunderts die Territorien weiter vergrößern und erwarb Pottenstein und Gößweinstein. 1208 wurde König Philipp von Schwaben in Bamberg durch Otto VIII. von Wittelsbach ermordet.

## Hochstift Bamberg (1245 – 1802)

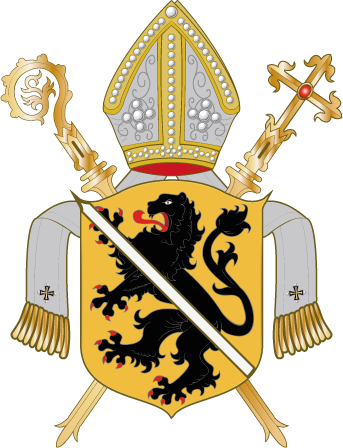
Wappen des Bistums und Hochstifts Bamberg

Mitte des 13. Jahrhunderts wurde das Bistum Bamberg zum Hochstift erhoben, wodurch der Bischof auch die weltliche Macht über das Territorium erhielt. Bischof Heinrich I. von Bilversheim erlangte die Hoheitsrechte von Kaiser Friedrich II. und wurde zum ersten Bamberger Fürstbischof.
Die Lage Bambergs an den beiden Regnitzarmen führte im Mittelalter immer wieder zu Überschwemmungen. So riss das Magdalenenhochwasser im Juli 1342 eine Brücke mit sich.

Im Januar 1430 rückten die Hussiten auf Bamberg vor (siehe auch Hussitenkriege). Das Domkapitel floh mit dem Domschatz (heute im Diözesanmuseum Bamberg) auf die Giechburg, der Bischof zog sich nach Kärnten zurück. Die wohlhabenden Bürger flüchteten nach Forchheim und Nürnberg. Die Hussiten nahmen Bamberg jedoch nicht ein. Als sie Scheßlitz erobert hatten, plünderten die in Bamberg verbliebenen Handwerker, Tagelöhner und Bauern erst die Weinkeller und dann die Bürgerhäuser und Klöster. Kurz darauf handelte Markgraf Friedrich von Brandenburg mit Andreas Prokop, Heerführer der Hussiten, auf Burg Zwernitz einen Waffenstillstand aus und Bamberg zahlte 12.000 Gulden Lösegeld, um der Brandschatzung zu entgehen.

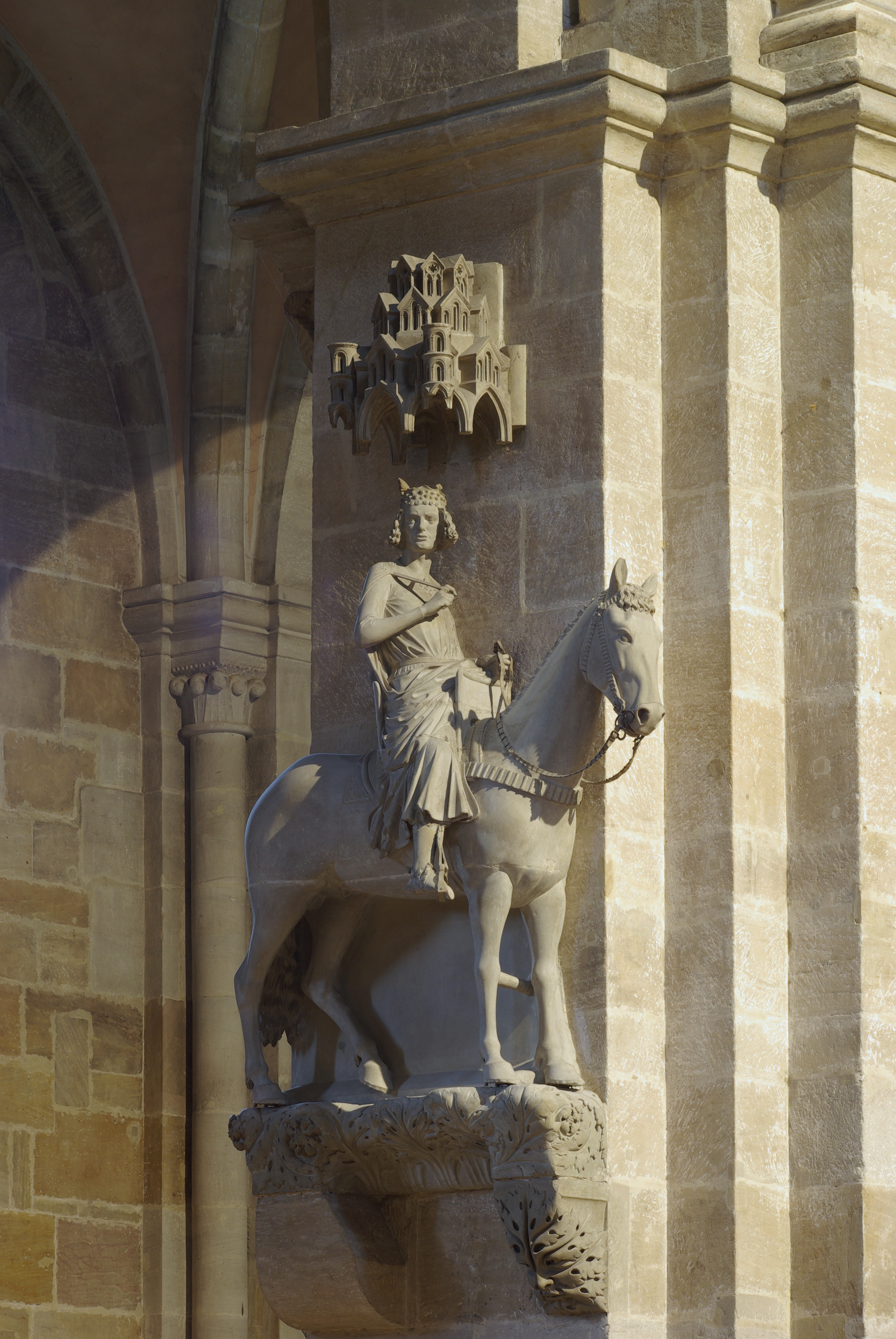
Bamberger Reiter

Ein Aufstand der Bürger im 15. Jahrhundert gegen die fürstbischöfliche Macht, der sogenannte Immunitätenstreit, blieb erfolglos. Der Bauernkrieg 1524/1525 hinterließ auch im Hochstift Bamberg seine Spuren. Einerseits herrschte wegen der hohen Abgabenlast ein allgemeiner Unmut in der Bevölkerung gegenüber den regierenden Fürsten. Andererseits verbreiteten sich auch im katholischen Bistum Bamberg die Thesen Martin Luthers, insbesondere durch den Kustos von St. Gangolf Johannes Schwanhausen. Im Zuge der Unruhen in Südwestdeutschland und eines befürchteten Ausbreitens der Aufstände nach Bamberg wurden im April 1525 über 300 berittene Soldaten in der Stadt stationiert. Zudem wurde die Ritterschaft des Hochstifts durch Bischof Weigand von Redwitz zu den Waffen gerufen. Im weiteren Verlauf kam es zu gewaltsamen Aufständen, bei denen u. a. die Domburg angegriffen und Häuser der Domherren verwüstet und geplündert wurden. Die anschließenden Verhandlungen zwischen Bischof und Bürgerschaft resultierten in verschiedenen Gesetzesreformen, wie beispielsweise der Freigabe von Wäldern und Gewässern für die Jagd, der Abschaffung des kleinen Zehnts sowie der Bildung eines Ausschusses der städtischen Bürger zur Klärung von Beschwerden mit dem Bischof.

### Zeit der Hexenverfolgung
Das ehemalige Hochstift Bamberg war gemeinsam mit den Hochstiften Würzburg und Eichstätt sowie in Kurmainz, dem benachbarten protestantischen Fürstentum Bayreuth, der kleinen schwäbischen Herrschaft Wiesensteig und Ellwangen eines der Hauptzentren der frühneuzeitlichen Hexen- und Zaubererverfolgung in Süddeutschland. In Bamberg wurde 1507 die Constitutio Criminalis Bambergensis in Kraft gesetzt, die unter anderem die Strafe für Hexerei auf Tod durch Verbrennen festlegte:

„die straff der zauberey: Item so jemandt den leuten durch zauberey schaden oder nachtheyl zufuegt, soll man straffen vom leben zum todt, vnnd man soll solch straff mit dem fewer thun“

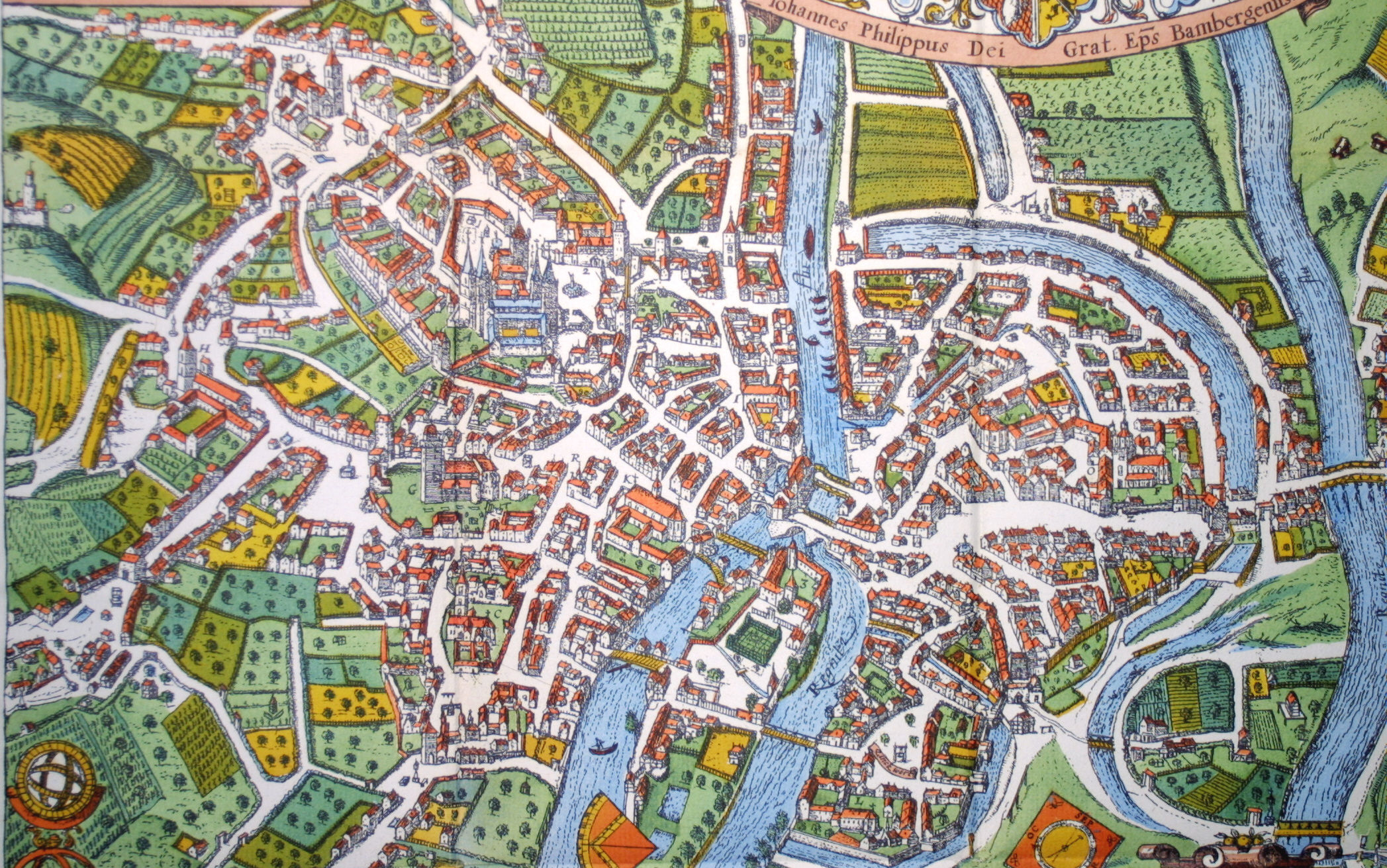
Stadtkarte Bamberg von 1617

Infolge lang anhaltender, teils gewalttätiger Machtauseinandersetzungen zwischen Bürgern und dem jeweiligen regierenden Fürstbischof Bambergs, einer durch Missernten in der Kleinen Eiszeit und Kriegseinwirkungen ausgelösten Hungersnot und eines starken persönlichen Hexenglaubens des regierenden Bamberger Fürstbischofs Johann Georg II. Fuchs von Dornheim, genannt der Hexenbrenner (1623–1633), erreichten die Verfolgung und Hinrichtung von Personen und ganzer Familien unter dem Vorwurf der Hexerei in Bamberg in den 1620er und frühen 1630er Jahren ihren Höhepunkt. Der Weihbischof Friedrich Förner war der wichtigste Prediger und der eigentliche Scharfmacher der Hexenverfolgung. Johann Georg II. Fuchs von Dornheim ließ speziell für die Inhaftierung von der Hexerei Beschuldigter im Jahr 1627 das einst im Bereich der heutigen Franz-Ludwig-Straße gelegene sogenannte Drudenhaus, auch Malefizhaus genannt, errichten.
Neben zahlreichen anderen Bamberger Bürgern (beispielsweise Dorothea Flock und Christina Morhaubt, Georg Haan, Kanzler im Hochstift Bamberg) und Mitgliedern des Domkapitels wurde im August 1628 unter dem Vorwand der Hexerei auch der Bürgermeister der Stadt Bamberg Johannes Junius im Drudenhaus festgesetzt. Dieser schrieb dort vor seiner Hinrichtung in seinem Abschiedsbrief an seine Tochter:

„Unschuldig bin ich in das gefengnus kommen, unschuldig bin ich gemarttert worden, unschuldig muß ich sterben …“

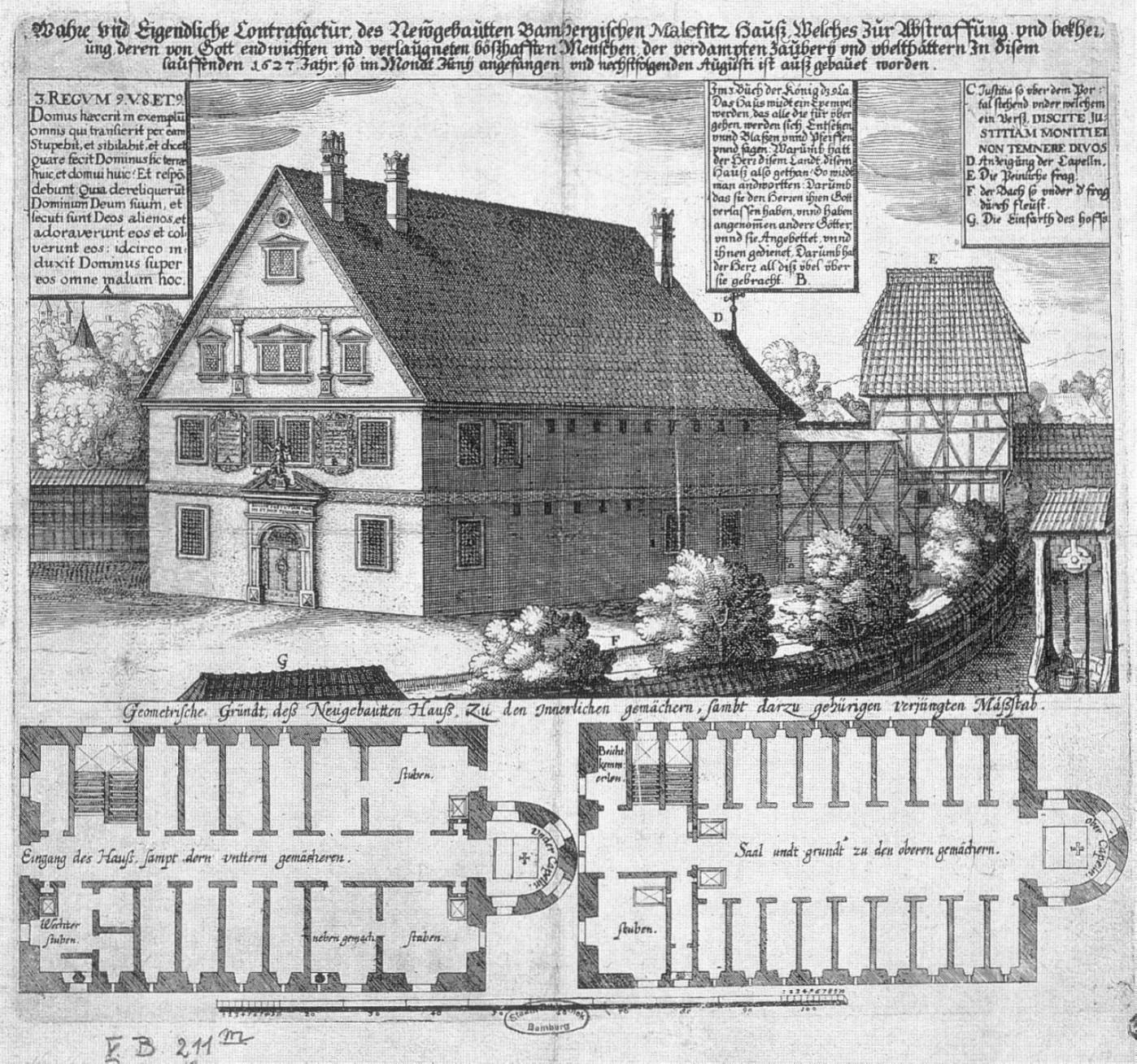
Hexengefängnis in Bamberg

Aus überlieferten Prozessakten geht hervor, dass von 1612 bis 1631 in drei Wellen mindestens 884 Personen im Hochstift Bamberg der Hexerei oder Zauberei angeklagt und hingerichtet wurden. Allein für die letzte und größte Welle der Hexenprozesse ab 1626 sind im Hochstift 642 Opfer dokumentiert. Den Besitz der ermordeten Personen zog die Kirche ein. Während die Verfolgungen und Ermordungen sich zunächst auf Zeil am Main konzentrierten, begannen im Mai 1627 auch Hexenprozesse gegen Bamberger Bürger, die zunächst noch auf einem Karren nach Zeil gebracht wurden. Ab dem Jahresende 1627 wurde die Stadt Bamberg selbst Schauplatz von Hexenprozessen und Hinrichtungen. Von 1628 bis 1631 wurden zusätzlich zu den bereits 1627 verhafteten 37 Bambergern weitere 196 Bamberger Bürger wegen Hexerei gefangengesetzt, meist im Drudenhaus. Erst der Einmarsch schwedischer Truppen im Februar 1632 setzte dem Treiben des Bischofs und seiner Häscher ein Ende. Fürstbischof Johann Georg II. Fuchs von Dornheim floh nach Oberösterreich und starb dort 1633.
Die Hochzeit der Bamberger Hexenverfolgung ist durch die in großem Umfang, wenn auch sicherlich lückenhaft erhaltenen Prozessakten gut dokumentiert. Der wichtigste und bei weitem größte Quellenbestand befindet sich in der Staatsbibliothek Bamberg. Kleinere Konvolute sind erhalten im Stadtarchiv Bamberg (als Depositum des Historischen Vereins Bamberg), im Staatsarchiv Bamberg und in der Witchcraft Collection der Cornell University Library in Ithaca, New York (USA). Aus dem der Hexerei beschuldigten Personenkreis und den Prozessumständen wird deutlich, dass es bei den Bamberger Hexenprozessen in erster Linie um machtpolitische Auseinandersetzungen ging. Fürstbischof Johann Georg II. Fuchs von Dornheim nutzte den Vorwand der Hexerei gezielt zur Ausschaltung machtpolitischer Gegner im Domkapitel sowie im städtischen Bürgertum Bambergs.
Juden hatten in der Geschichte der Stadt einen bedeutenden Anteil.
Im Dreißigjährigen Krieg litt die Stadt sehr unter den schwedischen Truppen. Die Bevölkerung der Stadt schrumpfte von 12.000 auf ungefähr 9.600 Einwohner. Zudem ergab eine Untersuchung des Stadtrates im Jahr 1643, dass über 660 Gebäude beschädigt waren, mehr als die Hälfte davon waren vollständig zerstört. Der Zerfall der Bausubstanz war nicht nur durch direkte Kriegseinwirkungen entstanden, sondern auch durch Leerstand und entsprechenden Verfall im Zuge des Bevölkerungsrückgangs.

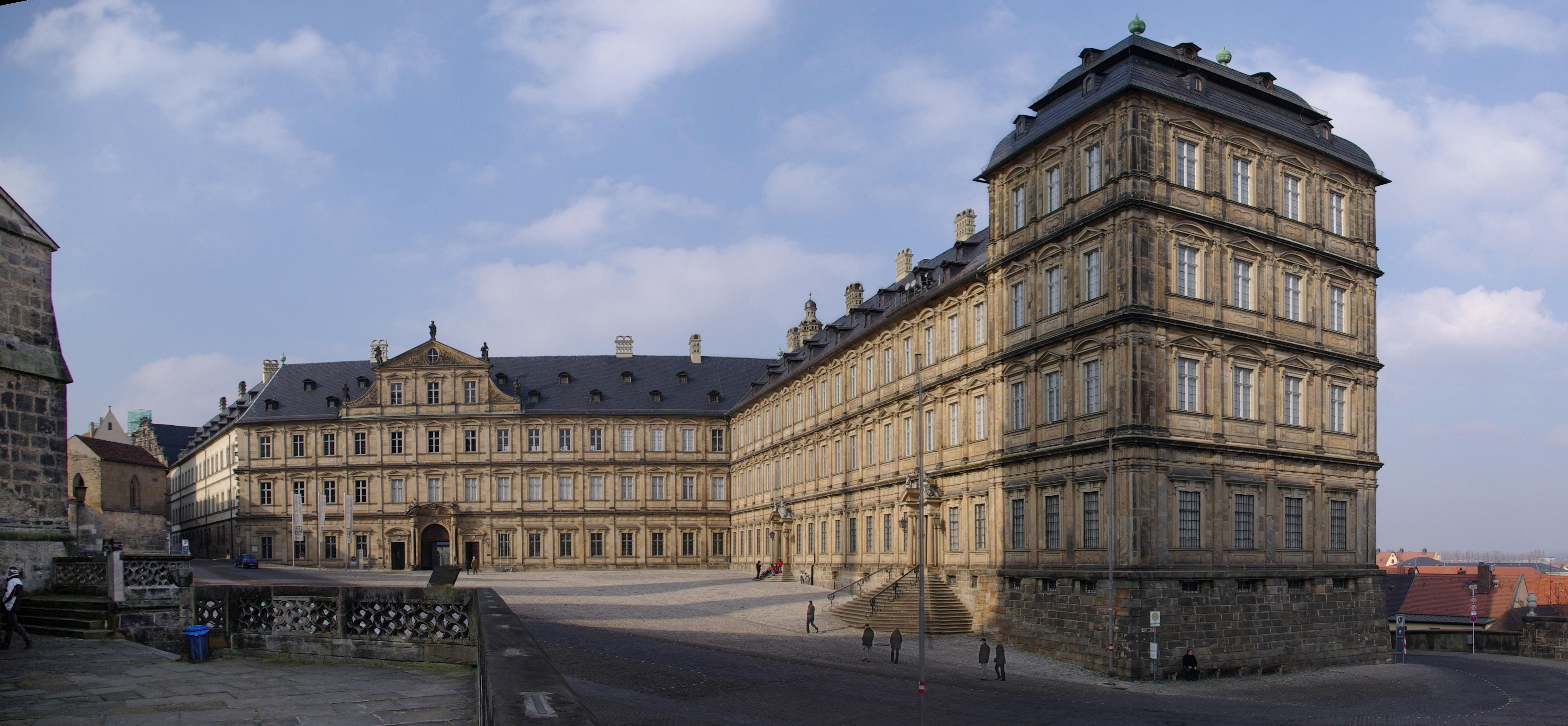
Neue Residenz im barocken Baustil

Unter den Fürstbischöfen Lothar Franz (1693–1729) und Friedrich Carl von Schönborn (1729–1746) erlebte die Stadt in der Barockzeit eine kulturelle Blüte. Friedrich Carl von Schönborn förderte als Fürstbischof von Bamberg und Würzburg in besonderem Maße Kunst, Architektur und Wissenschaften. So wurde die Universität Bamberg während seiner Regentschaft faktisch zur Volluniversität ausgebaut. Die Schönborns beauftragten unter anderem den Bau der Basilika Vierzehnheiligen, die Wallfahrtskirche Gößweinstein sowie den Bau der Neuen Residenz und der Unteren Brücke in Bamberg.
Am 27. Februar 1784 ereignete sich eine der schwersten Hochwasserkatastrophen der Stadtgeschichte, der insbesondere die Häuser am Ufer im Mühlenviertel zum Opfer fielen. Auch die Brücken wurden stark beschädigt. Insbesondere die erst 1756 fertiggestellte Seesbrücke, die heutige Kettenbrücke, mit ihrer barocken Ausstattung wurde durch Eisschollen und mitgerissene Baumstämme zerstört.
In der Zeit vor der Säkularisation und den Gebietsreformen war der Fränkische Reichskreis, dem das Bistum Bamberg Truppen stellte, für die Verteidigung Bambergs zuständig. Es waren Teile der Regimenter Hohenlohe und Ferntheil sowie Truppen der fränkischen Kreisartillerie. Bamberg war relativ schlecht befestigt und wurde im Siebenjährigen Krieg dreimal von preußischen Verbänden eingenommen, unter anderem, um den Bamberger Fürstbischof Adam Friedrich von Seinsheim, der am kaiserlichen Hof viel Einfluss hatte, zur Neutralität zu zwingen.

## Säkularisation und Besetzung durch das Königreich Bayern (1802–1871)

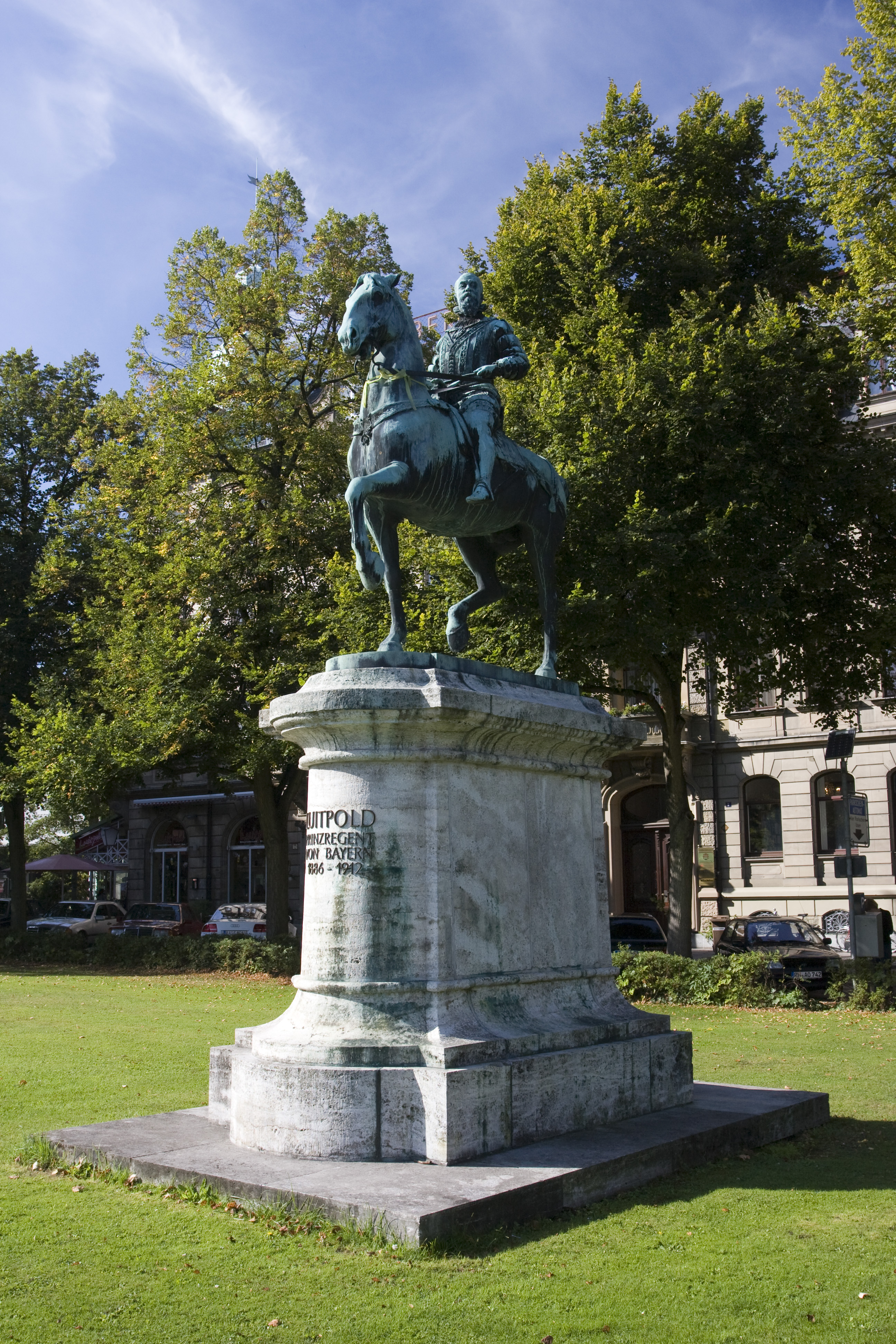
Denkmal Luitpold von Bayern am Schönleinsplatz

Stadt und Stift wurden im Frieden von Lunéville dem Kurfürstentum Bayern als Kompensation für den Verlust der Pfalz an Frankreich in Aussicht gestellt. Noch vor der endgültigen Fixierung im Reichsdeputationshauptschluss begann Bayern am 2. September 1802 das Territorium des Hochstifts militärisch zu besetzen und erklärte das Gebiet am 29. November endgültig zu einer bayerischen Provinz. Fürstbischof Christoph Franz von Buseck trat zurück und besiegelte damit das Ende des selbständigen Hochstifts Bamberg. In der Folge wurden die Stadtverwaltung, inkl. Gesundheitswesen, Polizei und Gerichtlichkeit neu strukturiert und dem Bayerischen Verwaltungswesen angepasst. Die neugegründete Landesdirektion Bamberg übernahm die Geschicke der öffentlichen Verwaltung unter der Leitung von Generalkommissar Stephan von Stengel. 1803 wurde das Hofgericht Bamberg durch den bayerischen Kurfürsten Max IV. eingerichtet und mit der Neuordnung der Gerichtsverfassung im Jahr 1808 in ein Appellationsgericht für den Obermainkreis umgewandelt. Die 1647 gegründete Universität wurde im Zuge der Säkularisation durch die bayerischen Besatzer 1803 aufgelöst, bestand aber in reduzierter Form als Philosophisch-Theologische Hochschule fort.
Im Zuge der Hep-Hep-Krawalle ereigneten sich in Bamberg vom 8. bis 12. August 1819 schwere Ausschreitungen gegen die jüdischen Bewohner der Stadt, bei denen die Fensterscheiben von Juden bewohnter Häuser eingeworfen wurden.
Während der Märzrevolution in den Jahren 1848/49 war Bamberg eine Hochburg der Demokraten, weshalb die Stadt bei der Regierung in München als besonders radikal galt. Bekannteste Persönlichkeiten waren die Anwälte Nikolaus Titus und Ignaz Prell, der Arzt Heinrich Heinkelmann und der Journalist Carl Heger. Dort wurden die sogenannten 14 Bamberger Artikel, ein Grundrechtekatalog, verlesen.
Am 25. und 26. Mai 1854 hielten acht deutsche Mittelstaaten (Bayern, Sachsen, Hannover, Württemberg, Baden, Kurhessen, Hessen-Darmstadt und Nassau) in Bamberg die Bamberger Konferenz ab, in der sie sich über ihre Stellung zu den beiden Großmächten Österreich und Preußen in der orientalischen Angelegenheit verständigten.

Bambergs „Hausregimenter“ waren das 5. Infanterie-Regiment (seit 1855) und das 1. Ulanen-Regiment mit dem Spitznamen Sekt-Ulanen (seit 1872) der Bayerischen Armee. Zu Beginn des Ersten Weltkriegs waren die Bamberger Reiter an dem Gefecht bei Lagarde beteiligt. Beide Regimenter standen bis 1918 in Bamberg. Im Gedenken an den aus deutscher Sicht zwar erfolgreichen aber überaus verlustreichen Kavallerie-Angriff auf den Grenzort Lagarde nannte sich der Bamberger Standort später Lagarde-Kaserne. 

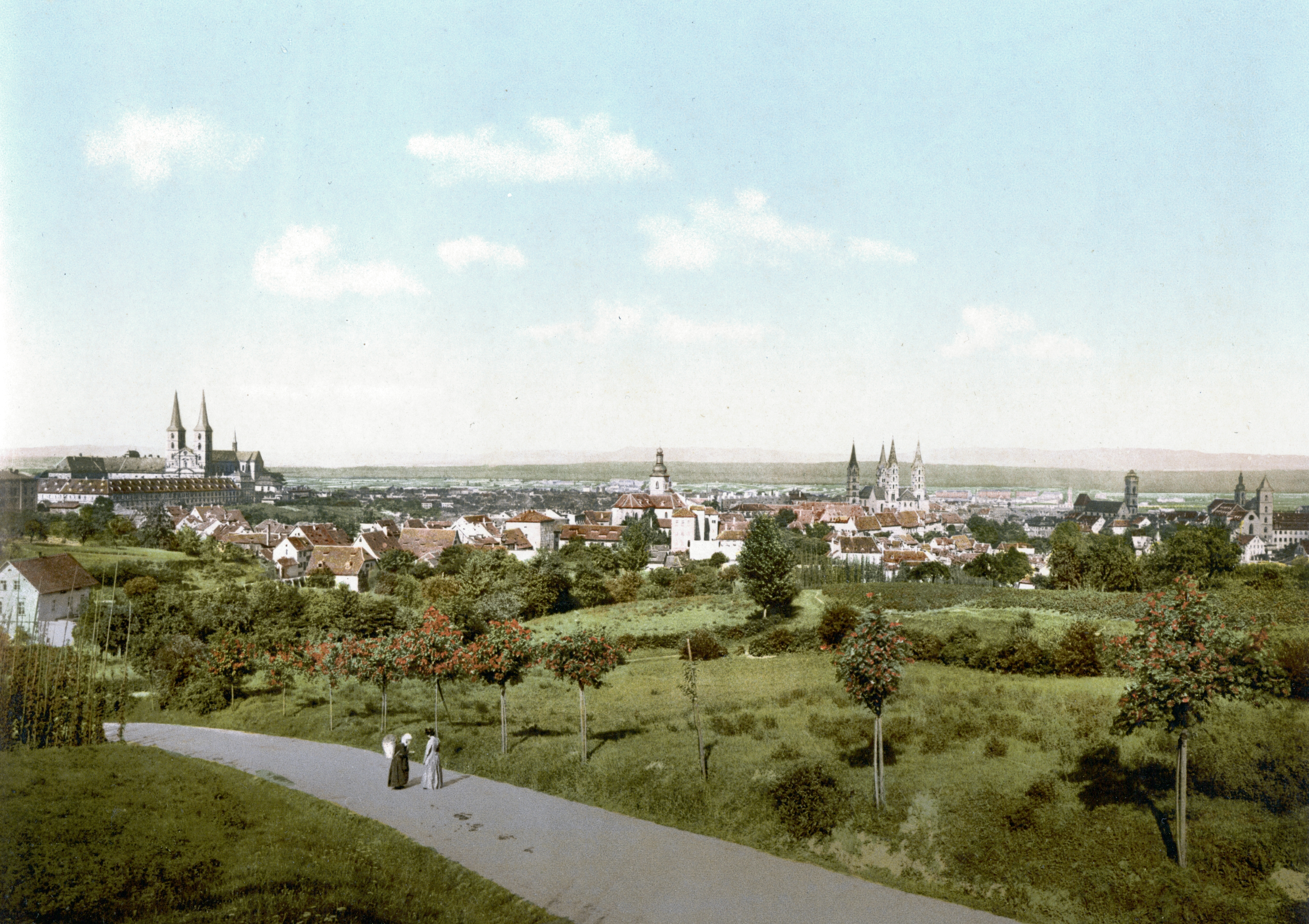
Bamberg um 1900 von der Altenburg aus

1909 wurde in Bamberg eine der ersten Pfadfindergruppen in Deutschland gegründet.
Nach dem Ersten Weltkrieg flüchtete am 7. April 1919 die kurz zuvor gewählte Bayerische Staatsregierung (Kabinett Hoffmann) in den Auseinandersetzungen um die Münchner Räterepublik nach Bamberg und forderte von dort aus militärische Unterstützung zur Niederschlagung der Räterepublik an. Nachdem die Räterepublik von Reichswehr und Freikorps gewaltsam beendet worden war, wurde am 14. August 1919 die Bamberger Verfassung als erste demokratische Verfassung für Bayern unterzeichnet.
Nach 1919 war Bamberg Garnison für das Reiter-Regiment 17 der Reichswehr. Die Wiederaufrüstung unter dem NS-Regime brachte Kasernenneubauten und die Stationierung von Teilen der 4. Panzer-Division der Wehrmacht mit sich.

## Zeit des Nationalsozialismus (1933–1945)

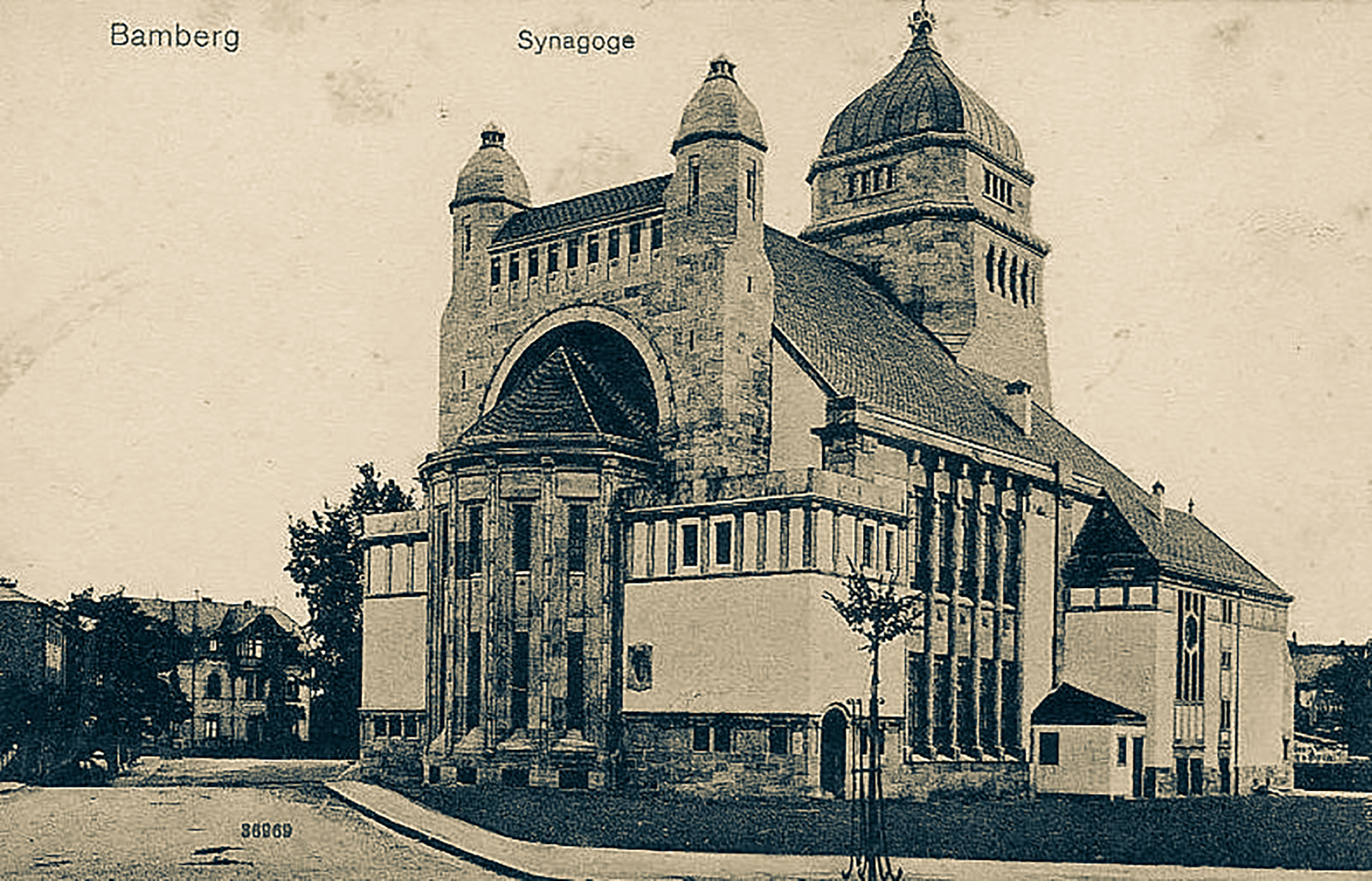
Bamberger Synagoge (in der Pogromnacht 1938 zerstört), 1910

Auch in Bamberg wurde 1933 die Macht an die Nationalsozialisten übergeben, und Bamberger Bürger beteiligten sich an der Verfolgung jüdischer Mitbürger. Die 1908 bis 1910 erbaute Bamberger Synagoge wurde während der Novemberpogrome 1938 zerstört und die Arisierung der jüdischen Wirtschaftsbetriebe abgeschlossen. Willy Aron wurde am 10. März 1933 in „Schutzhaft“ genommen und dann im KZ Dachau ermordet. Am 1. Juli 1933, nur wenige Wochen nach dem 10. Mai in Berlin, wurden auf der Hauptkampfbahn des Volksparks Bücher verbrannt. Der jüdische Unternehmer der Hofbräu Bamberg, Willy Lessing, wurde 1936 enteignet und bei den Novemberpogromen 1938 so schwer misshandelt, dass er kurze Zeit später starb. Ab 1939 wurden die Bamberger Juden zur Zwangsarbeit meist in kommunalen Bereichen eingesetzt. Ab November 1941 begann man, die in Bamberg lebenden Juden zu deportieren. Der jüdische Friedhof wurde enteignet und das Taharahaus an die Firma Bosch vermietet, die es als Lagerhalle verwendete. Bis Mai 1945 blieben lediglich 15 Juden, die in sogenannten Mischehen lebten. Insgesamt fielen ca. 630 in Bamberg geborene oder längere Zeit dort wohnhafte Juden durch Deportation und Ermordung dem Holocaust zum Opfer.
Durch mehrere Luftangriffe, die insgesamt 378 Tote forderten und 1700 Wohnungen vernichteten, wurde Bamberg auch im Bereich der historischen Altstadt nicht unerheblich in Mitleidenschaft gezogen. Unter anderem am 22. Februar 1945 wurde Bamberg als Ersatzziel von amerikanischen Flugzeugen angegriffen, wobei 216 Menschen ums Leben kamen und die Erlöserkirche bis auf den Turm zerstört wurde.
Stadtbildprägende Bauten wie die Alte Maut und die Städtische Altane am Grünen Markt und die historische Bebauung am Obstmarkt gingen unwiederbringlich verloren. Am 14. April 1945 wurde Bamberg von Truppen der US Army eingenommen. Von deutscher Seite gab es nur geringen militärischen Widerstand, der aber amerikanischen Artilleriebeschuss zur Folge hatte. Insgesamt kamen dabei 23 deutsche Soldaten und vier Zivilisten ums Leben.

## Stadt Bamberg in der Bundesrepublik Deutschland (seit 1948)
Nach dem Ende des Zweiten Weltkriegs gehörte Bamberg zur Amerikanischen Besatzungszone. Von der Militärverwaltung wurde ein DP-Lager für sogenannte Displaced Persons angelegt. Das Lager gliederte sich in 37 Einzellager, in denen auf dem Höchststand im Jahre 1947 etwa 14.000 jüdische DPs untergebracht waren.
Die US Army stationierte während der Besatzungszeit eine Garnison in der Kaserne Warner Barracks im Osten Bambergs. Der Militärstützpunkt war Drehkreuz verschiedener US-amerikanischer Kriegseinsätze, wie beispielsweise Irak oder Kosovo. Bis zu seiner Schließung im Jahr 2014 wurden laut Schätzungen verschiedener Militärhistoriker hunderttausende US-Soldaten durch den Stützpunkt geschleust.

Rotenhan Palais, heute Sitz eines Teils der Universitätsverwaltung

Erweitert mit allen universitären Fakultäten nahm die Philosophisch-Theologische Hochschule im Wintersemester 1946/1947 in der Hoffnung, sich zur vierten bayerischen Landesuniversität entwickeln zu können, den Lehrbetrieb auf. Energischer Initiator war der damalige Rektor Benedikt Kraft. Er berief namhafte Professoren, die bisher in Königsberg oder Breslau gelehrt hatten, sowie Richter vom Reichsgericht in Leipzig. Viele aus dem Krieg zurückgekehrte ehemalige Soldaten begannen hier ihr Studium, das von Semester zu Semester erweitert wurde. Die Ausbaupläne zerschlugen sich dann, Regensburg wurde die vierte bayerische Landesuniversität. 1972 wurde die Bamberger Hochschule als Gesamthochschule wiedergegründet und 1979 zur Universität erhoben. In Erinnerung an ihre beiden Gründer trägt sie seit 1988 wieder den Namen Otto-Friedrich-Universität Bamberg. Seit der hochschulübergreifenden Umstrukturierung und Auslagerung des Fachhochschulbereichs nach Coburg umfasst die Universität seit 2007 vier Fakultäten: Geistes- und Kulturwissenschaften, Humanwissenschaften, Sozial- und Wirtschaftswissenschaften sowie die informationswissenschaftliche Fakultät.

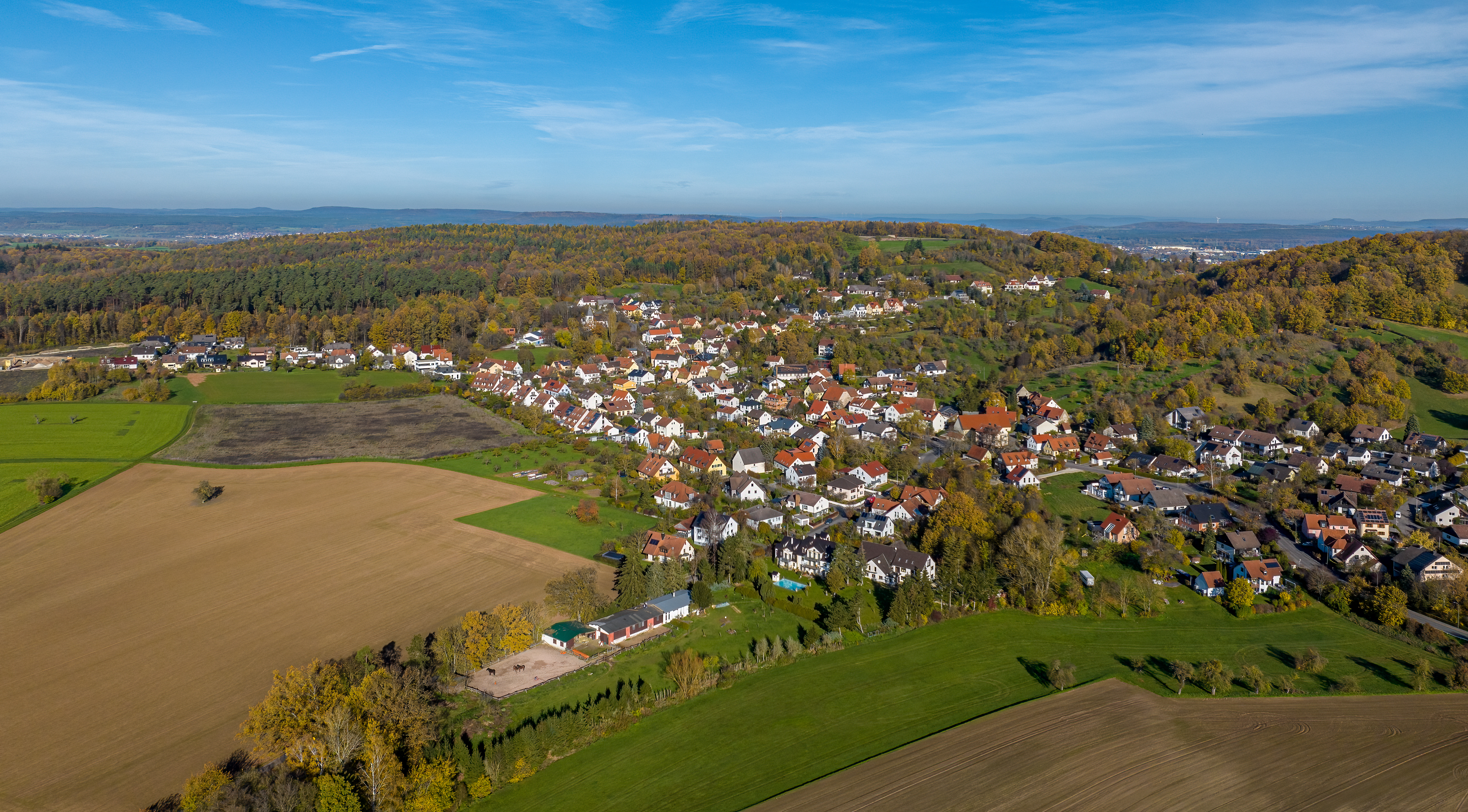
Luftaufnahme des 1970 eingegliederten Wildensorg

Am 1. Januar 1970 wurden die Ortsteile Kramersfeld und Bruckertshof der Gemeinde Hallstadt ins Stadtgebiet eingegliedert. Am 1. Juli 1972 folgten im Rahmen der Gebietsreform die Gemeinden Bug, Gaustadt, Wildensorg, der Ortsteil Bughof der Gemeinde Strullendorf und der Ortsteil Hirschknock der Gemeinde Gundelsheim.
Im Jahr 1964 wurden das Jahnwehr und das Hochwassersperrtor in Bug eingeweiht, um die Gefahr durch Hochwasser zu reduzieren, die in der Geschichte der Stadt regelmäßig zu Zerstörungen der Stadtinfrastruktur führten. In Erinnerung an vergangene Überschwemmungen sind im Stadtgebiet Hochwassermarken in der Langen Straße, am Hochzeitshaus, in der Fischerei, am Weegmannufer neben der Luitpoldbrücke und an der Walkmühle zu finden.

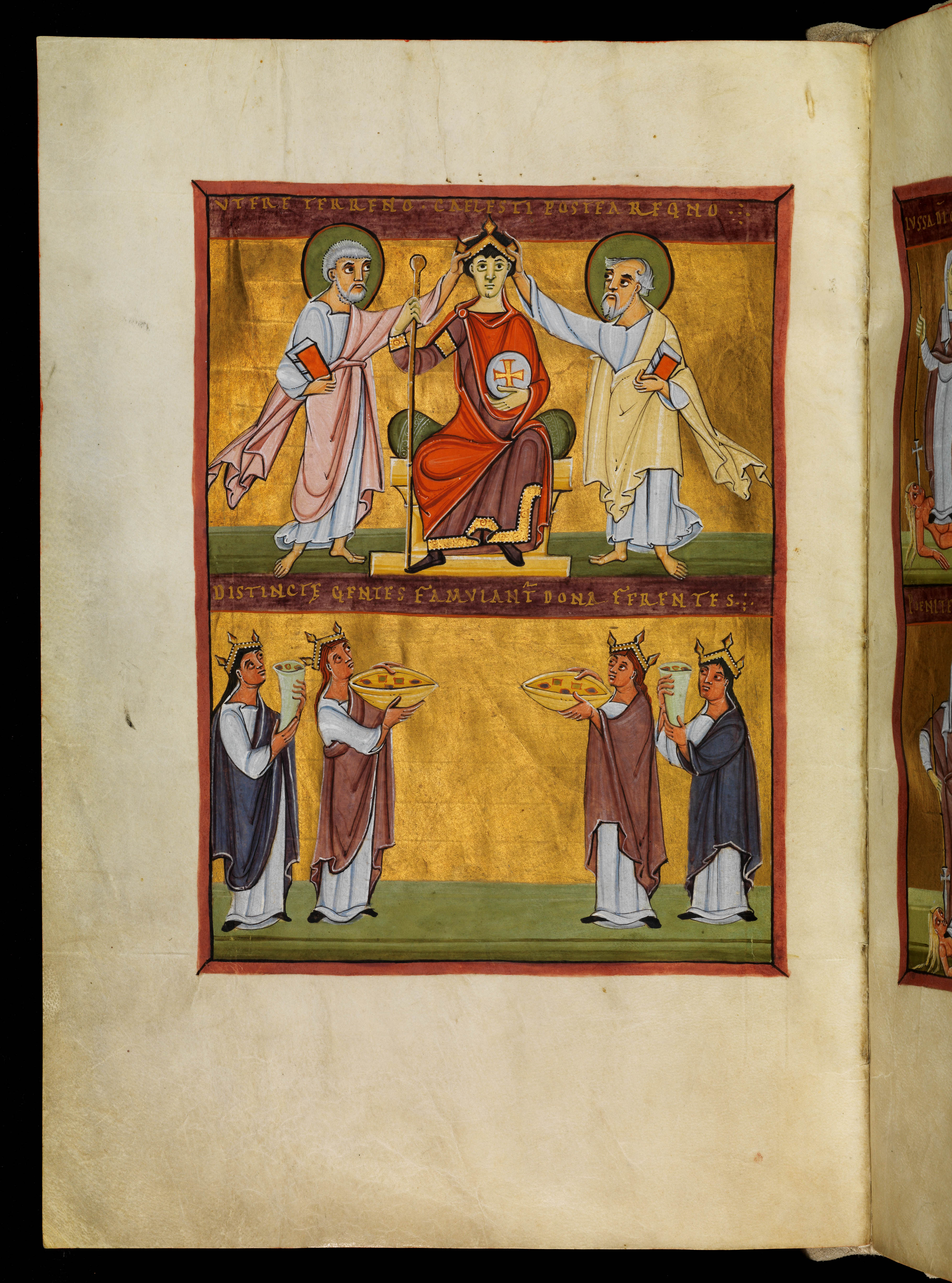
Illustration aus der mittelalterlichen Handschrift Bamberger Apokalypse

Im Jahr 1993 wurde die Altstadt Bambergs von der UNESCO Organisation der Vereinten Nationen als Weltkulturerbestadt ausgezeichnet. Die 142 Hektar umfassende Fläche des Welterbes beinhaltet das Berggebiet, die Inselstadt und das Gärtnerviertel. Darüber hinaus wurde in den Jahren 2003 und 2013 insgesamt drei mittelalterliche Dokumente der Bayerischen Staatsbibliothek in Bamberg ins Weltdokumentenerbe „Memory of the World“ der UNESCO eingetragen. Zum einen wurden die beiden, auf der Klosterinsel Reichenau im Bodensee entstandenen Werke die Bamberger Apokalypse und der Kommentar zum Hohelied, zum anderen das Lorscher Arzneibuch aus der Zeit der Regentschaft Karls des Großen aufgenommen.

### 2000er Jahre
In der Stadt Bamberg erinnern seit Ende des Jahres 2004 in den Bürgersteigen sogenannte Stolpersteine an die Opfer der nationalsozialistischen Herrschaft zwischen 1933 und 1945 in Deutschland. Für die Verlegung der Stolpersteine ist in Bamberg die Willy-Aron-Gesellschaft Bamberg e. V. zuständig. Namensgeber dieses im Jahr 2003 eingetragenen Vereins ist der Bamberger Willy Aron, der 1933 als erstes NS-Opfer überhaupt ums Leben kam. Bislang wurden in Bamberg und in Hallstadt 151 bis 160 Stolpersteine verlegt. Zum Gedenken an Willy Aron, Hans Wölfel und Claus Schenk Graf von Stauffenberg wurde 2016 im Bamberger Harmoniegarten ein Mahnmal eingeweiht.
Zum Gedenken an die jüdischen NS-Opfer Willy Aron, Willy Lessing und Siegmund Bauchwitz trägt jeweils eine Straße deren Namen.
2007 feierte das Erzbistum Bamberg sein 1000-jähriges Bestehen mit dem Motto 1000 Jahre unterm Sternenmantel. Das Motto ist eine Anspielung auf den Sternenmantel von König Heinrich II., der diesen Mantel dem Bistum Bamberg zu seiner Gründung im Jahr 1007 schenkte. Das Originalstück ist Teil der Sammlung des Diozösanmuseums in Bamberg.
Im 25. Mai 2009 erhielt die Stadt den von der Bundesregierung verliehenen Titel Ort der Vielfalt.

### 2010er Jahre

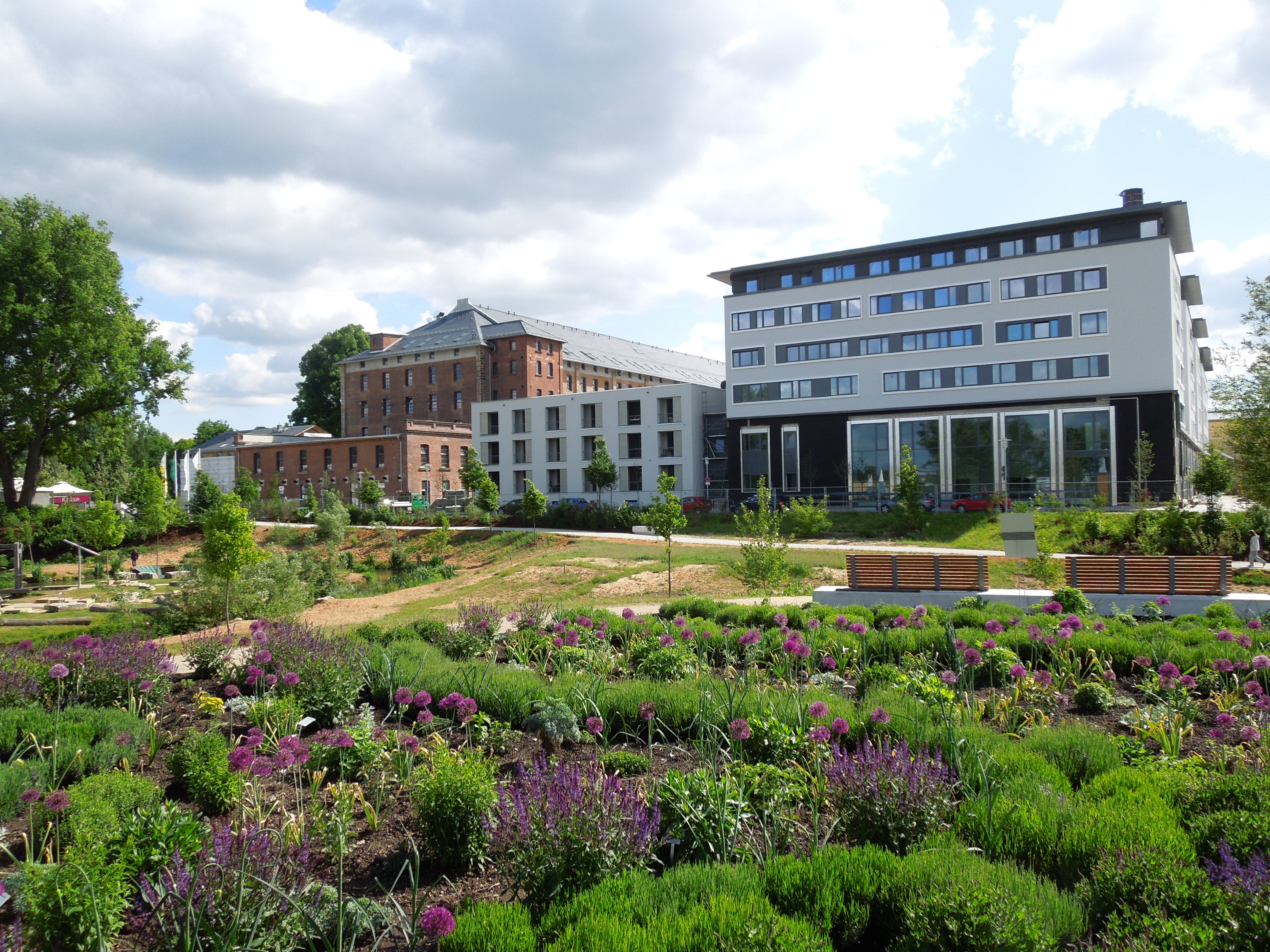
Blick auf die alten Fabrikgebäude der ERBA (links) sowie den neuerrichteten Campus für Wirtschaftsinformatik der Universität Bamberg (rechts)

Von April bis Oktober 2012 fand auf dem bis dato brachliegenden Gelände der ehemaligen Baumwollspinnerei Erlangen-Bamberg (ERBA) im Stadtteil Gaustadt die Landesgartenschau statt.
Ein zentrales ökologisches Element war die Anlegung des Fischpasses, welcher die Umgehung des anliegenden Wasserkraftwerks für Fische und andere Wasserlebewesen ermöglicht und somit die Biodiversität der Regnitz nachhaltig schützt. Das Projekt wurde mit über 1 Million Euro vom Land Bayern gefördert.
Im Mai 2013, sieben Monate nach Beendigung der Landesgartenschau wurde die Erbainsel als öffentliche Parkanlage der Bevölkerung zugänglich gemacht. Ein Teil der Flächen des ehemaligen Landesgartenschaugeländes wurde zurückgebaut, um eine neue Wohnhaussiedlung zu errichten. Diese schließt sich direkt an die ehemaligen Spinnereigebäude an, welche ebenfalls umfunktioniert wurden und heute größtenteils von der Universität Bamberg genutzt werden.
Neben der neu entwickelten Wohnhaussiedlung wurden auch weite Teile der, eigens für die Landesgartenschau angelegten, Parkanlagen, Kinderspielplätze, Sportanlagen und Schrebergärten erhalten.

#### Neuzeitliche Aufarbeitung der Hexenverfolgung

„Brandmal“ zum Gedenken an die Opfer der Inquisition

Im Oktober 2012 wurden in Bamberg Themenwochen zu den Hexenprozessen veranstaltet, um dieses Kapitel der Stadtgeschichte aufzuarbeiten. Im Zuge dessen rehabilitierte Erzbischof Ludwig Schick die Opfer der Hexenprozesse im Hochstift Bamberg.
Nach Beschluss des Stadtrates im April 2015 wurde neben dem Schloss Geyerswörth ein Mahnmal des Essener Künstlerduos „Bildgehege“ zur Erinnerung an die Opfer errichtet. Die Gedenktafel soll zugleich „Gedenken und Mahnung“ sein: „Im Hochstift Bamberg wurden im 17. Jahrhundert etwa 1000 Frauen, Männer und Kinder unschuldig angeklagt, gefoltert und hingerichtet. An sie erinnert dieses Mahnmal. Ihr Leid verpflichtet uns zum Aufstehen gegen Ausgrenzung, Machtmissbrauch, Entwürdigung und jede Art von Fanatismus.“ Finanziert wurde das Mahnmal von der Stadt Bamberg, dem Erzbistum Bamberg, der Oberfrankenstiftung, dem Bürgerverein Bamberg-Mitte und vielen Einzelspendern.

#### Neuentwicklung des ehemaligen US-Militärstützpunktes
Im Jahre 2014 wurde der ehemalige Stützpunkt „Warner Barracks“ der US-Armee im Osten der Stadt Bamberg aufgelöst. Die freiwerdenden Konversionsflächen umfassten das Kasernengelände (ca. 190 Hektar), den Schießplatz (ca. 21 Hektar) und die Muna (ca. 140 Hektar). Im Januar 2014 wurde zwischen der Stadt Bamberg und der Bundesanstalt für Immobilienaufgaben ein Gestattungsvertrag geschlossen, der es ermöglicht, fünf Teilflächen aus der Konversionsfläche schon im März 2015 an die Stadt zu übergeben. Anfang Oktober 2014 wurde die „Nato-Siedlung“ des ehemaligen US-Armeegeländes mit 149 Wohneinheiten zur zivilen Nutzung übergeben.
Im Zuge der bundesweiten Aufstockung der Bundespolizei unter Innenminister De Maizière wurde auf dem Gelände innerhalb eines Jahres eine neue Bundespolizeischule errichtet. Im September 2016 wurde das Aus- und Fortbildungszentrum offiziell eröffnet.
Der ursprünglich von der Stadt Bamberg geplante Stadtteil mit 8000 Einwohnern wurde dadurch hinfällig. Mit insgesamt 2500 Ausbildungsplätzen und über 700 Ausbildungs- und Verwaltungskräften ist die Bundespolizeischule die größte ihrer Art in Deutschland.
Im Februar 2017 erwarb die Stadt Bamberg 19,5 Hektar der Konversionsflächen, inklusive der ehemaligen Lagarde-Kaserne. Nach mehrjähriger Sanierung des Altbaus der Kaserne wurde im Jahr 2019 ein digitales Gründerzentrum eröffnet. Die IGZ Bamberg ist ein öffentliches Unternehmen und bietet verschiedene Dienstleistungen und Beratungsangebote für junge Start-Ups der IT-Branche an. Das Projekt wurde zu je einem Drittel von Stadt- und Landkreis Bamberg sowie vom Freistaat Bayern finanziert. Neben mehreren Gewerbe- und Büroeinheiten entstehen auch neue Wohnviertel für bis zu 2400 Menschen auf dem ehemaligen Kasernengelände. Zusätzlich möchte die Stadt Bamberg, im Rahmen des sogenannten „Kulturquartiers“, durch Renovierung und Neubau verschiedener Gebäude die kulturelle Entwicklung des Stadtteils vorantreiben.

##### Aufnahme von Geflüchteten
Im September 2015 wurde eine Ankunfts- und Rückführungseinrichtung auf dem ehemaligen US-Militärstützpunkt eröffnet, die zur Abschiebung von Geflüchteten aus dem Balkanstaaten mit geringer Bleibeperspektive diente. Im Juli 2016 wurde sie mit der Erstaufnahmeeinrichtung in Bayreuth zur „Aufnahmeeinrichtung Oberfranken“ (AEO) verschmolzen und bis 2017 auf 3400 Plätze ausgebaut. Seit September 2016 dient die Einrichtung zudem als Ankunftszentrum des Bundesamts für Migration und Flüchtlinge. Im August 2018 wurde auf Willen der bayrischen Staatsregierung ein sogenanntes „Ankunfts-, Entscheidungs- und Rückführungszentrum“ kurz Ankerzentrum eingerichtet. Hierbei sollen Asylverfahren durch die Bündelung der zuständigen Behörden (Regierung von Oberfranken, Landesamt für Asyl und Rückführungen, Bundesamt für Migration und Flüchtlinge, Sozialamt, Gesundheitsamt, Verwaltungsgericht, Agentur für Arbeit, Polizei) beschleunigt werden. Der bayerische Innenminister Herrmann hat gegenüber der Stadtverwaltung zugesichert, die Kapazität von derzeit ca. 3400 Plätzen nicht auszuschöpfen und die Belegung auf 1500 Personen zu begrenzen.
Der zuständige Ombudsrat der Stadt Bamberg kritisierte in mehreren Fällen das Vorgehen der bayerischen Staatsregierung im Kontext des Aufnahmezentrums. Deren Vertreter kritisierten die langen Unterbringungszeiten und plädierten für beschleunigte Verfahren zur Unterbringung in Gemeinschaftsunterkünften, um die Akzeptanz bei Geflüchteten und der lokalen Bevölkerung zu erhöhen. Zudem sei der Aufenthalt von länger als zwei Monaten für Kinder „absolut unzumutbar“. Außerdem wurde eine Überbelegung bei 50 der 170 genutzten Wohneinheiten festgestellt, während gleichzeitig 40 % der potenziell nutzbaren Wohnungen leer standen. Dies lasse sich mit einem „hiesigem Verständnis von Humanität“ nicht vereinbaren. Auch der Bayerische Flüchtlingsrat übte scharfe Kritik an den Ankerzentren und bezeichnete deren Praxis als „menschenrechtlichen Hinterhof“ der bayerischen Asylpolitik. Seit 2017 veranstaltet der gemeinnützige Verein „Freund statt Fremd“ wöchentlich die „Mahnwache Asyl“ in der Bamberger Innenstadt, bei der die Organisatoren für eine humanitäre Flüchtlingspolitik in Bamberg protestieren.

#### Maßnahmen zum Klimaschutz
Die Stadtwerke Bamberg stellten bereits im Jahr 2016 ihre Stromproduktion auf 100 % erneuerbare Energien um und leisteten hierdurch einen wichtigen Beitrag zum Klimaschutz der Stadt. Zum Vergleich: Im gleichen Jahr lag der Anteil der Erneuerbaren am Strommix bundesweit bei nur 31,7 %. Wichtige Säule der Energieproduktion aus umweltfreundlichen Quellen ist hierbei das Wasserkraftwerk in Viereth, welches mit einer jährlichen Gesamtleistung von 30GWh über 12000 Haushalte mit „grünem“ Strom versorgt.
Die Ergebnisse der Kommunalwahlen des Jahres 2020 zeugten von der steigenden Bedeutsamkeit der politischen Themenfelder Nachhaltigkeit und Klimaschutz für die Wählerschaft, da die Partei Grünes Bamberg mit 27 % erstmals die meisten Stimmen auf sich vereinigen konnte. Bis zu dieser Wahl war die CSU ohne Unterbrechung stärkste Fraktion in Bamberger Stadtrat.

##### Bürgerentscheid für den Erhalt des Hauptsmoorwaldes
Der Stadtrat Bamberg plante einen Teil des Konversionsgeländes (Muna) in einen Industrie- und Gewerbepark umzuwandeln. In Reaktion auf diese Pläne formierte sich eine zivile Protestinitiative, welche die Bebauungspläne und die damit verbundene Rodung von 47 Hektar des Hauptsmoorwaldes zu verhindern suchte. Bereits zu Beginn formierte sich eine breite Unterstützung in der Bamberger Bevölkerung zum Erhalt des Waldes und so konnte die neu gegründete Initiative „Für den Hauptsmoorwald“ im Juni & Juli 2018 über 13000 Unterschriften im Rahmen eines Bürgerbegehrens sammeln. Daraufhin kam es im November zum Bürgerentscheid, bei dem sich eine dreiviertel Mehrheit der Bamberger (75,39 %) für den Erhalt aussprach und damit die Pläne des Stadtrates verhinderte.

#### Digitalisierung und Weiterentwicklung zur „Smart City“
Im Jahr 2019 erhielt Bamberg den Zuschlag bei einer Ausschreibung des Innenministeriums über 17,5 Millionen Euro zur Weiterentwicklung der Stadt zur „Smart City“. Das Programm läuft über sieben Jahre: Nach zwei Jahren der Strategieentwicklung, bei der neben dem Stadtrat, der Universität Bamberg und städtischen Behörden auch die Bürgerschaft beteiligt war, sollen in der Umsetzungsphase zwischen 2023 und 2027 insgesamt 18 Teilprojekte realisiert werden. Das Kernstück des Programms ist die Schaffung eines „Digitalen Zwillings“ der Stadt, mit dem der Denkmalschutz innerhalb der Welterbestadt verbessert werden soll. Der „Zwilling“ dient einerseits der detailgetreuen Rekonstruktion zerstörter Bauwerke im potenziellen Katastrophenfall, andererseits der vereinfachten Stadtentwicklung und Bauplanung durch 3D-Modellierung unter besonderer Beachtung des Ensembleschutzes.
Die Förderung des Bundes fügt sich ein in eine weiter gefasste Strategie, um die digitale Weiterentwicklung der Stadt Bamberg voranzutreiben. So erhielt beispielsweise die Universität Bamberg im KI-Wettbewerb des Freistaates Bayern sieben Professuren für künstliche Intelligenz, welche den Fachbereich Wirtschaftsinformatik und Angewandte Informatik ergänzen.

### 2020er Jahre
Ein Bericht des kommunalen Prüfverbandes Bayern enthüllte im Dezember 2020, dass die Stadt Bamberg über Jahre hinweg unzulässige Bonuszahlungen und Prämien an Verwaltungsbeamte und Angestellte ausgezahlt hatte. Zwischen 2011 und 2017 wurden mindestens 450.000 Euro ohne Rechtsgrundlage an Mitarbeiter des Rathauses ausgezahlt. Die Missstände wurden bereits im Jahr 2013 vom gleichen Prüfverband kritisiert. Die Staatsanwaltschaft Hof, spezialisiert auf Wirtschafts- und Finanzrecht, leitete die Ermittlungen. Im Juli 2022 wurde offiziell Strafbefehl gegen den Oberbürgermeister Andreas Starke und drei Mitarbeiter der städtischen Verwaltung wegen Untreue verhängt. Das Gericht verurteilte Starke zu einer Geldstrafe in Höhe von 24.000 Euro.
Die Coronapandemie bestimmte seit 2020 auch in Bamberg das gesellschaftliche Leben. So wurden sowohl Kontakt- und Ausgangsbeschränkungen als auch die Schließungen öffentlicher und wirtschaftlicher Betriebe durch die Bayerische Landesregierung beschlossen. Laut offiziellen Zahlen hatten sich seit Beginn der Pandemie mehr als 33.000 Bewohner aus Bamberg mit dem Virus infiziert bzw. einen positiven Covid-19 Test (positive Selbsttests und die allgemeine Dunkelziffer nicht kalkuliert). In Reaktion auf die Kontaktbeschränkungen formierte sich die Protestbewegung „Stay Awake“ und zog u. a. auch Rechtsextremisten und Reichsbürger an. Seit 2021 war der III. Weg Teil der Bamberger „Stay awake“-Demonstrationen.